# Betula honanensis
Betula honanensis är en björkväxtart som beskrevs av S.Y.Wang och C.L.Chang. Betula honanensis ingår i släktet björkar, och familjen björkväxter. Inga underarter finns listade.